# Шлегель, Роберт Александрович
Ро́берт Алекса́ндрович Шле́гель (нем. Robert Schlegel; род. 17 декабря 1984, Ашхабад, Туркменская ССР) — российский политический и общественный деятель немецкого происхождения. Комиссар движения Наши (2010—2019), депутат Государственной Думы V и VI созывов во фракции «Единая Россия» (2007—2016). С 2019 года проживает в Германии, гражданство которой он получил в том же году.

## Биография
Родился 17 декабря 1984 года в Ашхабаде в семье потомков поволжских немцев, сосланных НКВД СССР в Туркменскую ССР в начале Великой Отечественной войны. Учился в ашхабадской школе № 6.
В 1998 году вместе с семьёй приехал в статусе переселенца в Россию, в посёлок Менделеево Московской области.
В 2005 году окончил негосударственное некоммерческое образовательное учреждение «Гуманитарный институт телевидения и радиовещания им. М. А. Литовчина» по специальности «тележурналист».
По его утверждению, писал диссертацию о способах защиты от манипуляции массовым сознанием.
Шлегель после ухода из политики в 2016 году и до переезда в Германию работал в московском отделении компании Acronis.

## Работа в СМИ
Работал в журнале «Молоток», на MTV, попал в команду невышедшего на экраны проекта Дмитрия Диброва на телеканале «Россия».

## Деятельность в движении Наши
В 2005 году вступил в молодёжное движение Наши, где с февраля 2006 по январь 2007 года был пресс-секретарём движения. В 2006 году Олег Кашин писал: «К сожалению, замена опытного Мостовича на юного комиссара „Наших“ Роберта Шлегеля нанесла по медийному образу „Наших“ серьёзный удар — теперь вместо нормальной работы с прессой у „Наших“, как когда-то у „Идущих вместе“, — поток похожих на манифесты пресс-релизов — и всё».
В 2007 году организовал студию видеопроизводства «Белый Свет», объединявшую 6 молодёжных телевизионных студий от Хабаровска до Санкт-Петербурга. На студии был создан ряд интернет-видеороликов, в том числе «Запрещенная реклама года молодёжи», которые посмотрело более 10 млн человек. В интервью газете «Частный корреспондент» Шлегель, прежде не признававший напрямую своего авторства, признал, что «запрет рекламы „Год молодёжи“ был пиар-ходом», так как не последнюю роль в популярности видео сыграла его «запретность». Однако официальных заявлений от органов, имеющих полномочия запрещать рекламу, не было. Шлегелю же приписывается авторство ролика «Американское шоу», повторяющего множество теорий заговора, касающихся США.
Студия «Белый Свет» монтировала агитационные видеоролики для движения Наши.
В 2008 организовал молодёжный телеканал «Ы-ТВ», который в 2008 и 2009 годах был официальным телеканалом молодёжного форума Селигер. С 2010 года «Ы-ТВ» являлся официальным каналом Молодёжного форума «Патриот» в Костромской области.
Один из авторов идеи удаления игорного бизнеса из городов и создания игорных зон. Эта идея, высказанная на встрече Владимира Путина с комиссарами «Наших», позже была облечена в ныне действующий закон.
15 апреля 2010 года на 5-м Федеральном съезде движения Наши избран Федеральным комиссаром движения.
В 2019 году в интервью радио «Свобода» Шлегель заявил, что «„Наших“ представляют исключительно как уродливый бессмысленный политический проект, но если отбросить политическую составляющую, то можно увидеть, что это было сопряжено с большим числом масштабных процессов, которые требовали качественного менеджмента, быстрых и точных решений, сложных коммуникаций, работоспособности и самоотдачи».

## Деятельность в Госдуме и в «Единой России»
В конце 2007 года принял участие в парламентских выборах в составе списка «Единой России» по Краснодарскому краю и стал самым молодым депутатом Государственной Думы Российской Федерации V созыва. С 2007 года работал в Комитете по информационной политике, информационным технологиям и связи. С 3 июня 2011 года до конца пятого созыва являлся Первым заместителем председателя комитета. В шестом созыве вошел в Комитет по культуре, в ведение которого были переданы вопросы Комитета по информационной политике, информационным технологиям и связи, затем стал заместителем председателя Комитета по физической культуре, спорту и делам молодежи. После восстановления Комитета по информационной политике, информационным технологиям и связи вошел в его состав.
Был руководителем Экспертного совета при комитете Госдумы по информационной политике, информационным технологиям и связи; входил в экспертную группу Государственной Думы по созданию Электронного Парламента, член ПАСЕ.
Принимал участие в реализации концепции «Российская общественная инициатива».
Автор законопроекта об ответственности руководителей средств массовой информации за материалы клеветнического характера («поправка Шлегеля»), принятого Госдумой в первом чтении и отклонённого во втором чтении.
Инициатор обращения к Д. А. Медведеву, в результате которого 17 июня 2008 года президент подписал указ о восстановлении безвизового режима со странами Прибалтики в отношении «неграждан».
С 14 октября по 17 ноября 2009 года руководил автоэкспедицией «Великий путь российской цивилизации», прошедшей по маршруту от Санкт-Петербурга до Владивостока и организованной в рамках проекта «Единой России» «Историческая память».
В 2009 году вошёл в резерв управленческих кадров, находящихся под патронажем президента России.
Автор законопроектов об уголовной ответственности за продажу алкоголя и табачных изделий несовершеннолетним, усилении ответственности родителей за распитие спиртных напитков и курение их детей. 26 июля 2011 г. закон об уголовной ответственности за неоднократную продажу алкогольной продукции детям был принят..
Первый депутат, открывший свою интернет-приёмную, и один из первых политических деятелей, активно использовавших в работе интернет и социальные сети.
Руководитель партийного проекта «Единой России» «Развитие Рунета», в рамках которого, в частности, 31 октября 2010 года всем членам фракции партии «Единая Россия» в Государственной Думе были созданы профили в социальной сети «В Контакте». Кроме того, в той же социальной сети запустили специальное приложение «Онлайн-приемная депутатов Государственной Думы», с помощью которого каждый пользователь мог отправить обращение любому члену нижней палаты парламента.
16 марта 2011 года в Государственной Думе были проведены Парламентские слушания на тему «Законодательная поддержка развития информационно-коммуникационных технологий в Российской Федерации», на которых обсуждалась необходимость систематизации законотворческой работы в этой области с привлечением всех заинтересованных в развитии информационного общества сторон. В рамках проекта в Госдуме регулярно проводились «круглые столы» по проблемам развития Интернета как одного из важнейших инструментов модернизации России.
Как депутат Государственной Думы представлял законодательную власть России на Всемирном форуме по управлению Интернетом, прошедшем 27-30 сентября 2011 года в Кении.
25 ноября 2011 года получил Премию Рунета в номинации «За вклад в развитие доменной зоны .рф» за проект «Большоеправительство.рф».
В феврале 2012 года направил запрос в Генпрокуратуру РФ для проведения проверки телеканала «Дождь», занимавшегося трансляцией протестных митингов. По версии Шлегеля, «Дождь» и некоторые другие медиа освещали митинги благодаря зарубежному финансированию.
Принимал участие в разработке поправок ко второму чтению законопроекта «О внесении изменений в Федеральный закон „О защите детей от информации, причиняющей вред их здоровью и развитию“ и отдельные законодательные акты Российской Федерации (по вопросу ограничения доступа к противоправной информации в сети Интернет)» и к четвёртой части Гражданского кодекса РФ в части регуляции правоотношений в области авторских прав и интеллектуальной собственности сети Интернет.
Является одним из авторов Концепции регулирования правоотношений с использованием сети «Интернет».
В 2014 году был в числе депутатов, которые голосовали за присоединение Крыма (против тогда высказались только Илья Пономарев, Валерий Зубов, Сергей Петров и Дмитрий Гудков).
6 февраля 2016 года вошёл в состав Генерального совета партии «Единая Россия». 18 февраля 2016 года возглавил профильную комиссию по усилению международного блока партии.
По итогам предварительного голосования Единой России в партийном списке Астраханской области занял 10 место.

### Обвинение Станислава Белковского в экстремизме
15 февраля 2013 года в газете «Московский комсомолец» была опубликована колонка российского политического технолога Станислава Белковского «Папа указал путь патриарху», где он представил программу реформ Русской православной церкви. 20 февраля 2013 года на имя генпрокурора Юрия Чайки и председателя Следственного комитета Александра Бастрыкина рядом депутатов и сенаторов был отправлен запрос с просьбой проверить на экстремизм и разжигание религиозной розни текст Белковского (282 статья УК РФ), среди подписантов был и Роберт Шлегель.
По мнению законодателей, которое они выразили в запросе, в публикации содержится ряд «грубых» и «необоснованных выпадов» против Русской православной церкви и патриарха Кирилла. Первым пунктом программы Белковского была предусмотрена «ликвидация Русской православной церкви как религиозного объединения», что было расценено как проявление «религиозного экстремизма и разжиганием религиозной розни».
Вместе с тем единственным представителем РПЦ, прокомментировавшим статью Белковского, был протодиакон Андрей Кураев. Он заявил о готовности дискутировать с Белковским, но без вмешательства государственной карательной машины. В юридической службе РПЦ выразили сомнение, что церковь попробует привлечь Белковского к ответственности за программу реформации.

## Законодательные инициативы
В конце марта 2014 года Роберт Шлегель подготовил законопроект, по которому на киноленты зарубежных производителей установят ограничения, по которым число кинокартин зарубежных не больше 50 % от общего объёма проката — остальную же часть составят фильмы отечественного производства. По словам законодателя, запрет будет касаться только проката в кинотеатрах — на различных носителях зарубежные фильмы будут по-прежнему доступны. Подобного рода проекты помимо самого Шлегеля, в 2010 году подготовившего подобный документ, в прошлом вносили и другие члены Единой России — например депутат Сергей Железняк. Представители российского кино сообщества отрицательно отнеслись к этой инициативе. Так продюсер Сергей Сельянов указал на то, что российский кинематограф чисто физически не сможет восполнить требуемый объём, из-за чего кинотеатры начнут закрываться. Продюсер Евгений Гиндилис отметил нереалистичность затеи, которая «делается без учёта интересов киноиндустрии». Представители кинопрокатных компаний и кинотеатров также указали на отрицательные последствия в случае принятия закона Шлегеля.

### Поправка Шлегеля
В апреле 2008 года Шлегелем на рассмотрение в Госдуму был внесён проект поправки к закону «О средствах массовой информации», известной в качестве «поправки Шлегеля». Поправка позволяла не только штрафовать издания за клевету, как в прежней редакции закона, но и закрывать их по решению суда, если редакции в течение года неоднократно нарушали требование закона и получали по этому поводу предупреждения от Россвязьохранкультуры.Поправка была нацелена на воспрепятствование публикации заведомо ложных сведений, порочащих честь и достоинство другого лица или подрывающих его репутацию. Данное деяние предполагалось добавить в перечень оснований для прекращения деятельности средства массовой информации за неоднократное нарушение закона, приведённый в первой части статьи 4 закона «О средствах массовой информации».
При этом факт распространения материалов, содержащих клевету, должен был быть доказан в судебном порядке в соответствие с действующим законодательством в рамках гражданского или уголовного судопроизводства (в отличие от ранней редакции закона, в соответствии с которой ответственность наступала исключительно за уголовно-наказуемые деяния). Обосновывая свои поправки, Шлегель указал на круговую поруку между коррумпированными чиновниками и коррумпированными СМИ как на причину сложившейся ситуации. Он предложил сместить ответственность за публикуемые материалы в сторону владельцев и главных редакторов СМИ.
25 апреля 2008 года Госдума приняла законопроект в первом чтении 399 голосами против 1. Однако на втором чтении 19 мая поправка не была поддержана. Тем не менее, было принято решение полностью реформировать закон «О СМИ», для чего была создана рабочая группа под председательством вице-спикера Государственной Думы Олега Морозова, а также рабочая группа при Комитете Государственной Думы по информационной политике, информационным технологиям и связи по созданию закона об Интернете (поправок в Федеральный закон «Об информации, информационных технологиях и о защите информации») под руководством депутата О. В. Носковой.
Главный редактор радиостанции «Эхо Москвы» Алексей Венедиктов расценил предложение поправки как «попытку создать неправовое государство» и напомнил, что «господин Шлегель известен своими экзотическими взглядами на свободу слова».

### Антимагнитский закон
Член фракции «Единая Россия» Роберт Шлегель, голосовавший как за поправку Лаховой (запрещавшую усыновление российских детей гражданами США), так и за весь Антимагнитский законопроект, как и ещё 400 депутатов Государственной Думы, в день его подписания президентом РФ 28 декабря 2012 года предложил поправку, по которой дети-инвалиды выводятся из-под его действия, пояснив: «закон опубликован, и теперь в него можно вносить изменения, а после принятия во втором [чтении] уже нельзя было». Эта инициатива вызвала негативный отклик у журналиста Павла Шеремета, сравнившего её с пословицей На тебе, Боже, что нам негоже. Сам Шлегель не исключил возможность отозвать собственную поправку, в случае достижения компромиссного варианта. По мнению политолога Михаила Виноградова подобными инициативами депутаты хотят улучшить свой имидж, пострадавший после принятия закона.
11 января стало известно о том, что Шлегель отозвал собственную поправку. Депутат сообщил в своём твиттере о том, что в нынешнем виде она не может быть принята, но работа над ней продолжится в межфракционной рабочей группе (Рабочая группа по вопросам законодательного обеспечения реализации указа президента РФ о мерах по реализации госполитики в сфере защиты детей-сирот и детей, оставшихся без попечения родителей).

## Переезд в Германию
Весной 2019 года Шлегель переехал на постоянное жительство в Мюнхен и на правах этнического немца получил гражданство Германии, сохранив гражданство России. По словам Шлегеля, он хочет, чтобы его дети росли в этой стране «как часть культуры и народа, к которым они принадлежат».
По данным Süddeutsche Zeitung, Шлегель вскоре был назначен директором по стратегическим проектам и операциям в немецкой штаб-квартире международной компании Acronis, одной из сфер деятельности которой является кибербезопасность. При этом газета указывала, что в период жизни в России Шлегель сотрудничал с организацией «Наши», которая приняла на себя ответственность за проведение хакерских атак. По данным газеты, на работу в Acronis его пригласил основатель компании Сергей Белоусов. В чём именно заключались задачи Шлегеля в мюнхенском офисе компании, не знали и его коллеги, пишет газета. По данным источников в Acronis, бывший российский депутат занимался лоббистской деятельностью в Восточной Европе и коммуникацией с различными ведомствами. После публикации газеты, в декабре 2019 года Шлегель был отстранён от работы в компании Acronis, что сам он воспринял с пониманием.
В феврале 2023 года в Твиттере высказался против российского вторжения на Украину и поддержал политиков Алексея Навального, Илью Яшина и Евгения Ройзмана.

### Интервью
- «У нас нет желания „все запретить“. О концепции закона „об Интернете“» — 12.02.2013
- Интервью Ъ